# Маражо (мезорегіон)

Маражо на карті штату Пара

Маражо́ (порт. Mesorregião do Marajó) — адміністративно-статистичний мезорегіон в Бразилії. Один із шести мезорегіонів штату Пара. Формується шляхом об'єднання шістнадцяти муніципальних утворень (муніципалітетів), згрупованих у трьох мікрорегіонах. У 2014 році його населення становило 525,317 жителів. Займає площу 104 139,299 км². Густота населення — 5,04 чол./км².

## Склад мезорегіону
У мезорегіон входять наступні мікрорегіони:
1. Фурус-ді-Бревіс
2. Портел
3. Арарі

| Бразилія | Це незавершена стаття з географії Бразилії. Ви можете допомогти проєкту, виправивши або дописавши її. |